# R.A. Schwaller de Lubicz
R.A. Schwaller de Lubicz (30 december 1887 - 7 december 1961), geboren René Adolphe Schwaller, in Alsace-Lorraine, was een Frans egyptoloog. Hij populariseerde het pseudoarcheologische idee van een heilige geometrie in het Oude Egypte, tijdens zijn studie van de kunst en architectuur van de Luxortempel in Egypte en zijn daarop aansluitend boek Le Temple dans l'homme (De tempel in de mens).

## Leven
René Schwaller verliet op zijn achttiende het ouderlijk huis na in de leer te zijn geweest bij zijn vader in medicinale chemie. Hij ging naar Parijs om moderne chemie en fysica te studeren en kreeg belangstelling voor alchemie en schilderkunst. Hij werd een leerling bij Matisse. De titel 'de Lubicz' kreeg hij in 1919 van de Litouwse schrijver, mysticus en diplomaat Oscar Vladislas de Lubicz-Milosz. Schwaller schreef ook onder de mystieke naam 'Aor' (licht van de hogere geest). Mogelijk werd hij een student van theosofie en syncretisme. 

### Les Veilleurs
In 1919 stichtte hij met andere leden van de Theosophical Society de Affranchis, die L'Affranchi - Hiérarchie, Fraternité, Liberté, een maandelijks tijdschrift over kunst en filosofie uitgaf. De voorzitter was René Bruyez. De groep werd op 23 juli 1919 opgeheven en Les Veilleurs werd opgericht, ook met een tijdschrift.

### Suhalia
In de jaren 1920 vestigde Schwaller de Lubicz met zijn vrouw Isha in Zwitserland het onderzoekscentrum Station Scientifique Suhalia. In 1926 publiceerde hij L'Appel du feu. In Suhalia begon hij zijn filosofie over de evolutie van bewustzijn uit te werken. Hij creëerde er tussen 1926-27 een Egyptisch Tarotspel.

### Egypte
Schwaller de Lubicz woonde 12 jaar in Egypte, waar hij tot in detail de tempels van Thebe bestudeerde. Volgens hem waren de Egyptische tempels in gebruik geweest voor mystieke inwijdingen en was hun ontwerp op symboliek gebaseerd, die een geloofssysteem uitdrukte, waarin religie, filosofie, kunst en wetenschap samenkwamen.
Volgens hem waren de Oude Egyptenaren bekend met astronomische concepten als axiale precessie (de baan die de aardas in de noordelijke hemisfeer door de dierenriem aflegt gedurende meer dan 25.000 jaar). Hij verbond het astrologische tijdperk van Gemini (Tweelingen) met de ontwikkeling van dualistische thema's in de Egyptische religie, het tijdperk Taurus (Stier) met de stier-god Apis en het tijdperk van Aries (Ram) met de god Amon, die als een ram werd afgebeeld. Ook stelde hij dat de menselijke vorm de basis was voor de oudegyptische architectuur, en hij stelde delen van tempels gelijk aan delen van het menselijk lichaam. In De Tempel in de mens (driedelig) vergelijkt hij het grondplan van de Luxortempel met het menselijk skelet.
Net als veel andere esoteristen, geloofde Schwaller de Lubicz dat de Egyptische beschaving ouder was dan de conventionele Egyptische chronologie toestaat.

## Invloed
Mainstream egyptologen hebben zijn beweringen grotendeels geïgnoreerd of zelfs met vijandigheid bejegend. Hij heeft invloed gehad op wat soms 'alternatieve egyptologie' wordt genoemd, zoals aangehangen door volgelingen van Gurdjieffs Vierde Weg. Hij inspireerde auteurs als John Anthony West, die een hoge ouderdom toeschreef aan de Grote Sfinx van Gizeh en Naomi Ozaniec.

## Werken
- Études sur les Nombres (Aor publications, 1917).
- L'appel du feu (Saint-Moritz: "Montalia", 1926).
- Adam l'homme rouge: ou les elements d'une gnose pour le mariage parfait (Montalia's Editions,St.-Moritz, 1926).
- Le Temple dans l'homme (Le Caire, Impr. de Schindler, 1949).
- Du symbol et de la symbolique (published privately in 1951. Paris: Dervy, 1978).
- Le Temple de l'homme, Apet du Sud à Louqsor (Paris: Caractères, 1957).
- Propos Sur Ésotérisme et Symbole (Paris: La Colombe, 1960).
- Le Roi de la Théocratie Pharaonique (Paris: Flammarion, 1961).
- Le Miracle Égyptien, présenté par Isha Schwaller de Lubicz (Paris: Flammarion, 1963).
- Les Temples de Karnak: contribution à l’étude de la Pensée Pharaonique (Paris: Dervy-Livres, 1982).
- Nature Word (The Lindisfarne Press, 1982).